# Giovanni Genucchi
Giovanni Genucchi (* 10. April 1904 in Brüssel; † 3. Oktober 1979 in Acquarossa) war ein Schweizer Bildhauer, Zeichenlehrer und Landwirt. Sein Werk umfasst Stein- und Holzskulpturen, Bronzeplastiken und Zeichnungen.

## Leben und Werk
Giovanni Genucchi wurde von seinen Eltern wahrscheinlich aus wirtschaftlichen Gründen als Zweijähriger seinem Grossvater mütterlicherseits anvertraut, der in Marolta im Bleniotal als Landwirt lebte.

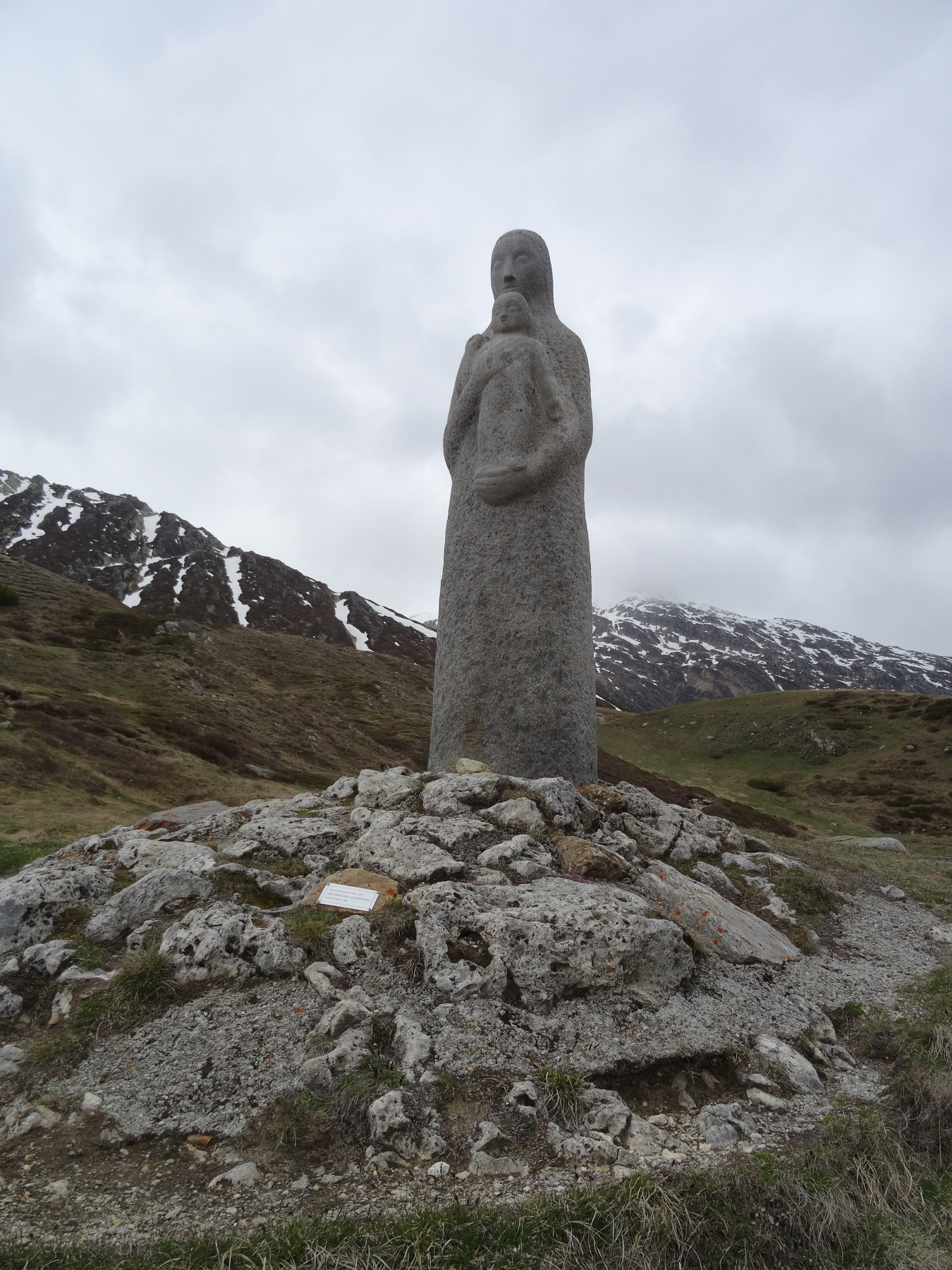
1956, Madonna del Lucomagno auf dem Lukmanierpass.

Als Autodidakt erlernte Genucchi die Holzbildhauerei und wurde 1924 von seinen Eltern nach Brüssel zurückgerufen, wo er bei einem Schnitzer Arbeit fand. Aufgrund einer Krankheit musste er 1925 in die Heimat zurückkehren, wo er sich in Castro im Bleniotal niederliess und ein Unternehmen als Holzhandwerker und Bildhauer gründete. 
1935 verliess Genucchi das Dorf und zog nach Barbengo an den Stadtrand von Lugano. Dort lernte er Steinskulpturen und Bronzeplastiken herzustellen. 1937 eröffnete er in Bellinzona sein eigenes Bildhaueratelier. Genucchi erhielt 1944 ein Eidgenössisches Kunststipendium und stellte Werke in Einzelausstellungen in der Galerie Bollag in Lausanne aus. Im gleichen Jahr heiratete er Osmana, geborene Speziali. 
1945 folgte eine Ausstellung in der Galerie Wolfsberg in Zürich. Trotz seinen künstlerischen Erfolgen war Genucchi von anhaltenden wirtschaftlichen Schwierigkeiten betroffen, insbesondere nach der Geburt seiner Kinder. In der Folge war er ab 1949 gezwungen, nach Castro zurückzukehren und den Lebensunterhalt als Landwirt zu verdienen. Zudem war er bis 1960 als Zeichenlehrer tätig. 
1952 baute Genucchi in Castro einen Stall in ein Atelier um. 1956 erhielt er einen öffentlichen Auftrag für die Madonna del Lucomagno, auf dem Lukmanierpass. Weitere Aufträge folgten. So u. a. 1962 für den Altar der Kirche Sankt Peter und Paul in Brissago. In den 1960er-Jahren stellte Genucchi wieder vermehrt seine Werke aus.  
Er schuf zahlreiche figurative Skulpturen, die von einfachen alltäglichen Gesten inspiriert sind. Seine Werke befinden sich in privaten und öffentlichen Sammlungen. 1994 erschien die erste Monographie, begleitet von einer anthologischen Ausstellung in der Casa Cavalier Pellanda in Biasca. Ein reichhaltiger Fundus über den Künstler, bestehend aus Werken und einer umfangreichen Dokumentation, wird im Museum Villa dei Cedri in Bellinzona aufbewahrt. Das Museum widmete Genucchi 1987 und 2004 eine Ausstellung. 
2012 wurde die Stiftung Giovanni Genucchi mit Sitz in Castro gegründet und Genucchis Atelier saniert.